# 旃坑村萧江宗祠
旃坑村萧江宗祠位于中国江西省上饶市婺源县江湾镇旃坑村。该村是萧江氏族发源地，祠堂规模宏大。
旃坑村萧江宗祠已作为“婺源明清祠堂”的子项目列为江西省文物保护单位。